# Château de Chavaudon
Le château de Chavaudon est un château situé à Marcilly-le-Hayer, en France.

## Localisation
Le château est situé sur la commune de Marcilly-le-Hayer, dans le département français de l'Aube.

## Historique
Il a été construit en 1913 par l'architecte Hector Guimard et est inscrit au titre des monuments historiques en 2014.